# Силистра
Сили́стра (болг. Силистра, исторически Доросто́л, Дристр, болг. Дръстър [ˈdrəstər], Дуростор, лат. Durostorum, Силистрия) — портовый город на северо-востоке Болгарии. Административный центр одноимённой области и общины.
Население города — около 40 тысяч жителей. Расположен на Дунае прямо на границе с Румынией и является последним болгарским населённым пунктом на Дунае.

## История

### Римский период

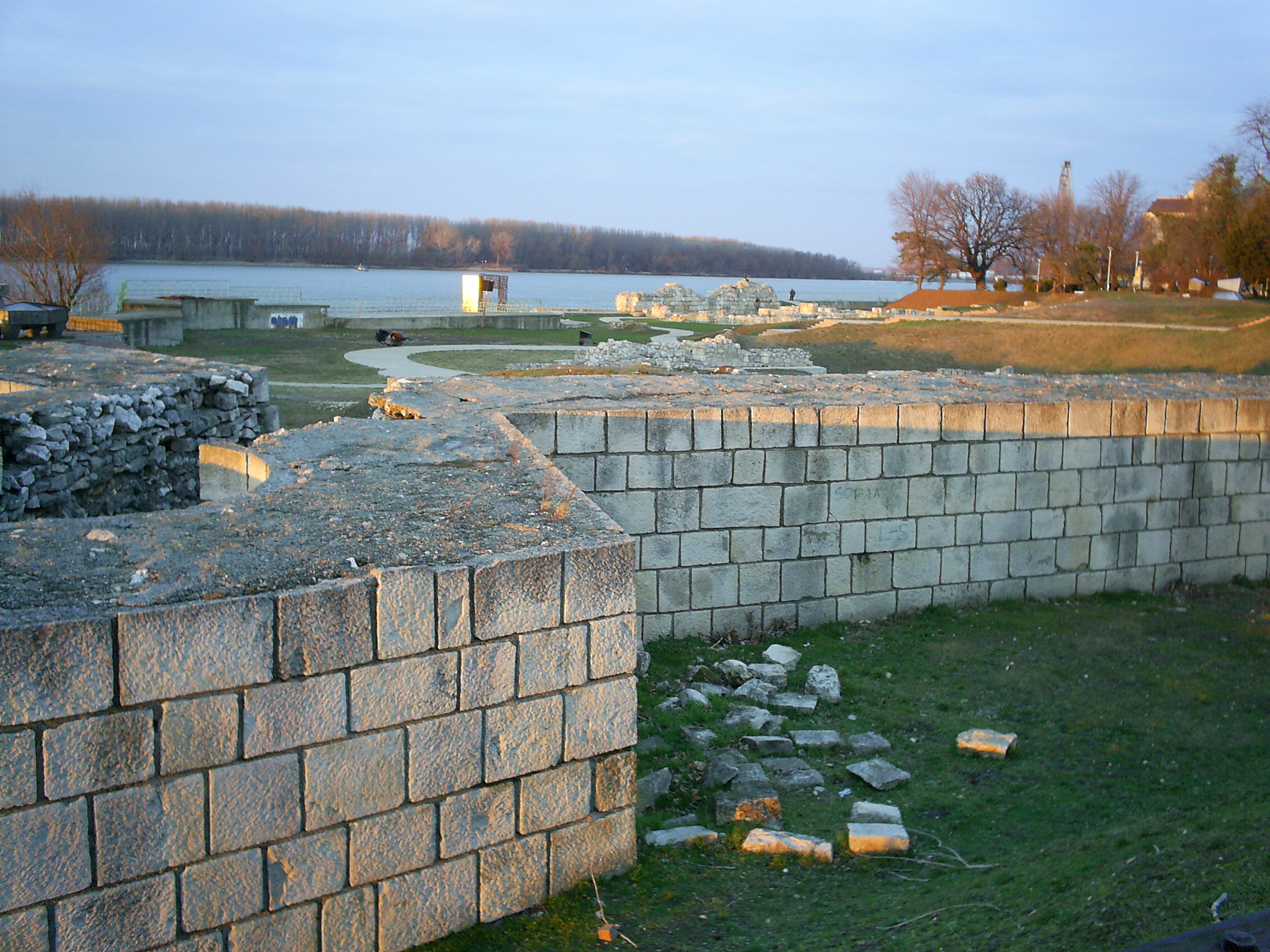
Стены Дуросторума

Впервые населённый пункт упоминается в 106 году нашей эры, когда недалеко от уже существовавшего гетского поселения, римским императором Траяном в провинции Нижняя Мёзия на Дунайской границе был основан укрепленный военный лагерь Дуросторум (лат. Durostrum, прочная крепость), в который из Паннонии был переведён XI Клавдиев легион Вместе с Троэзмисом в дельте Дуная, Сексагинтой Пристой и Новой он располагался на Дунайской дороге, идущей по правому берегу Дуная в Сирмий. В Дуросторуме был поворот на Понтийскую дорогу , к Маркианополю и Одессосу.
Вокруг военного лагеря, вскоре, образовалось и гражданское поселение (лат. canabae legionis). Надписи, относящиеся ко временам императора Антонина Пия (правил в 138—161 годах) указывают название этого гражданского поселения — Aeliae, которое возможно было дано в честь императора Публия Элия Траяна Адриана, который посещал военный лагерь В 169 году, во время царствования императора Марка Аврелия, Дуросторуму был присвоен статус муниципия. Город стал именоваться municipium Aurelium Durostorum
С момента своего основания Дуросторум играл важную роль в качестве оборонительного пункта Римской империи на берегах Дуная. В правление императора Гордиана III (правил в 238—244 годах) он подвергся нападению племён готов, карпов и сарматов, вторгнувшихся в римские провинции на нижнем Дунае При императоре Деции (правил в 249—251 годах), готы и сарматы вновь нападали на римские провинции, вторгшись в Мёзию и Фракию. В битве при Абритте с ними император Деций погиб. В правление Аврелиана (270—275 годы) бои с готами в области Дуросторума продолжились. Несмотря на то, что римской армии удалось разбить готов и убить их вождя Каннабада, император принял решение ликвидировать провинцию Дакия и перевести все оставшиеся войска и население из неё за Дунай. Таким образом, Дуросторум вновь стал пограничным городом.
В этот же период город развивался и как крупный экономический и торговый центр. Располагавшаяся в нём, так называемая, иллирийская таможня, является показателем наличия развитой торговой и экономической инфраструктуры в городе. В городе строились большие общественные здания, храмы, бани и водопровод, устанавливались мраморные статуи и барельефы на площадях. Когда летом 303 года Дурострум посетил император Диоклетиан (правил в 284—305), город уже являлся административным центром провинции Малая Скифия. В этом же году в городе были отремонтированы крепостные стены. Известен также указ императора, написанный им в Доросторуме
Дуросторум стал и одним из центров распространения христианства. Одни из первых христианских святых, почитаемые болгарами, это солдаты местного гарнизона Дасий Доростольский и Иулий Ветеран, погибшие во время диоклетиановых гонений, а также Емилиан Доростольский, погибший в правление императора Юлиана Отступника (361—363). А уже в 388 году Доросторум стал центром местного епископства. Первым епископом стал Авксентий Дуросторский, ученик Вульфилы, первого епископа вестготов.
В конце IV века в городе родился знаменитый римский полководец Флавий Аэций.

### Средневековье
После распада Римской империи город (Δουρόστολον, Durostolon) вошёл в состав Византии. В правление императора Юстиниана I (527—565 годы) Дуросторум был укреплён в рамках программы усиления границы империи на Дунае К западу от существующего поселения была воздвигнута новая пятиугольная крепость с массивными стенами Город продолжал играть важное значение в системе обороны Византии. В 586 году город подвергся нападению, был временно захвачен и разрушен аварами, а в 594—596 годах являлся базой для войск византийского полководца Приска, ведших военные действия против славянских и аварских племён за Дунаем.

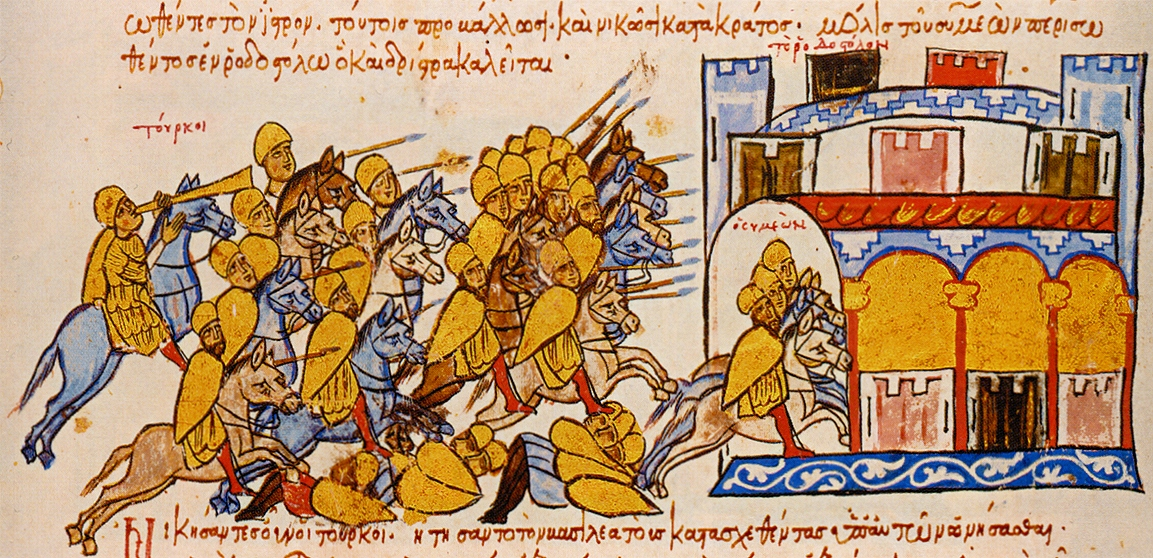
Осада Доростола венграми в 895 году

В конце VI — начале VII века город начал приходить в упадок, его население начало переселяться во Фракию, и даже мощи святого Дасия были перенесены в Анкону в Италии В конце VII века булгары, возглавляемые ханом Аспарухом осадили и захватили Доростол Получивший название Дестр, город вошёл в состав первого болгарского царства. Стены города были отремонтированы здесь расположилась одна из резиденций болгарских царей.,. После принятия болгарами христианства в 865 году и объявления патриархата, одним из первых патриархов болгарской церкви был избран доростольский епископ Дамиан. По мнению П. Мутафчиева и Г. А. Атанасова, в 927—971 годах город являлся резиденцией болгарского патриарха. Доростол сохранил своё значение как важный военный центр. В 895 году болгарский царь Симеон I выдержал в нём осаду венгерского войска, вторгшегося в Болгарию

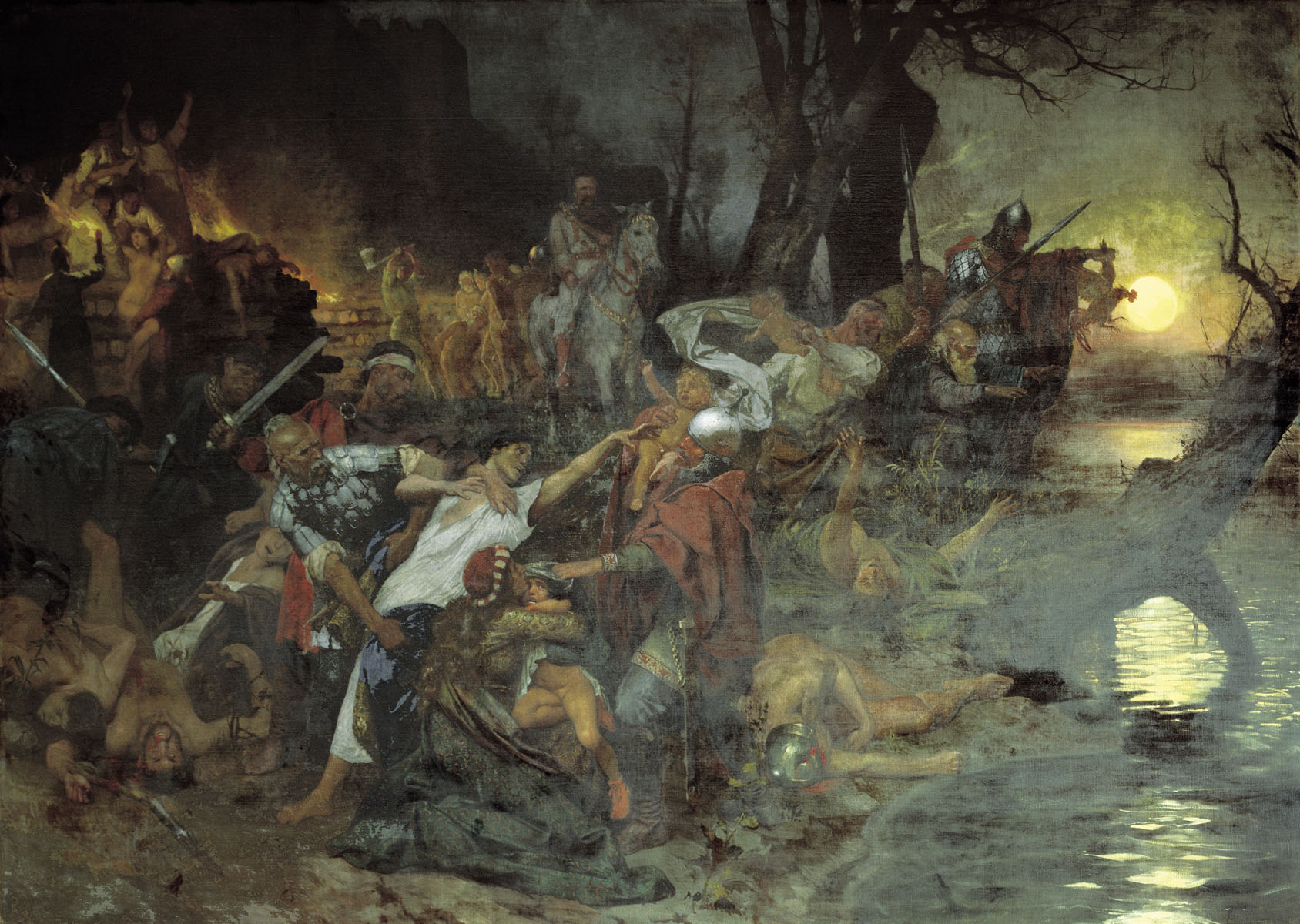
Тризна русских дружинников после битвы под Доростолом в 971 году. Картина Г. Семирадского

В 968 году, по договору с византийцами, в Болгарию вторглось войско русского князя Святослава Игоревича. Разбив недалеко от Доростола болгарское войско, Святослав захватил город вместе с другими болгарскими городами. Вскоре киевский князь поссорился с византийцами и в начавшейся русско-византийской войне в апреле-июле 971 года сам был осаждён византийскими войсками Иоанна Цимисхия в Доростоле. В результате осады войско Древней Руси покинуло Болгарию, а Доростол вернулся под управление Византии, получив наименование Феодорополь
Однако, город не долго оставался в руках Византии, и уже в 976 году он был завоёван болгарским царём Самуилом, а в 1001 году в результате действий императора Василия Болгаробойцы вновь перешёл под власть Византии, став в 1018 году, после завоевания всей Болгарии, административным центром фемы Паристрион.
В 1074 году Доростол стал центром восстания Нестора, возглавленного крупным византийским сановником, перешедшем на сторону восставших. Восставшим удалось дойти даже до Константинополя, но взять его не удалось Это восстание поддержали населявшие окрестности Доростола печенеги во главе со своим вождём Татушем (Халисом). В 1086 году он уже самостоятельно поднял восстание вместе с соратниками Сеславом и Сацией и установили в Доростоле власть, фактически независимую от византийского императора В 1088 году император Алексей I Комнин неудачно осадил Доростол и лишь в 1091 году ему удалось вернуть контроль над городом.
В 1116 году Доростол был захвачен лже-Львом Диогеном, который пользовался поддержкой своего тестя киевского князя Владимира Мономаха, но 15 августа того же года он был убит в Доростоле подосланными к нему убийцами. Однако русско-византийская война продолжалась. Владимир Мономах, стремясь удержать занятые города на Дунае, послал войско под командованием воеводы Ивана Войтишича, который «посадил посадников по Дунаю». Но Византии, по всей видимости, удалось вернуть свои владения, так как вскоре Мономах послал ещё одно войско во главе со своим сыном Вячеславом и воеводой Фомой Ратиборовичем, которое неудачно осадило Доростол и вернулось обратно.
После восстания Асеней 1185 года и восстановления болгарской независимости Доростол вновь вошёл в состав Второго Болгарского царства В 1279 году болгарский царь Ивайло выдержал в Доростоле трёхмесячную осаду монгольских войск..
Болгарский царь Иван-Александр (правил в 1331—1371 годах) был вынужден передать Доростол деспоту Добруджи Добротице за помощь, оказанную тем при войне с венграми, оккупировавшими в 1365 году Видинское царство. В это время была ликвидирована Доростольская епархия и город стал подчиняться архиепископу Варны Константинопольской патриархии. В 1376—77 годах Доростол управлялся сыном Добротицы Иванко, а в конце 80-х годов XIV века вновь вернулся под контроль Второго Болгарского царства.

### Османский период
В конце XIV — начале XV века Доростол вновь стал ареной военно-политической борьбы. В 1388 году после похода османской армии в Болгарию царь Иван Шишман отказался от города в пользу турецкого султана Мурада I. Согласно хронике Саад-эд-дина султан осадил Никополь с огромной армией и Иван Шишман был вынужден искать перемирия. Мурад согласился и болгары сохранили Никополь, но вынуждены были уступить Доростол. Однако, когда Али-паша достиг Доростола, болгары отказались сдать город. Мурад осадил Никополь во второй раз и на этот раз Иван Шишман согласился на османские условия и в Доростоле был установлен турецкий гарнизон. Турки переименовали город в Силистрию.
Но уже в 1390 году контроль над городом установил валашский господарь Мирча Старый, который сохранял его и в 1391 году. В том же 1391 году Баязид I военной силой на время вернул по свой контроль край и Силистрию.
В 1406 году Мирча Старый повторно занял Силистрию и удерживал его до 1415 года. Силистрия окончательно вошла в состав Османской империи после похода Мехмеда I в 1420 году.
В составе Османской империи город вошёл в состав вилайета Румелия, став административным центром санджака Силистрия.
В 1595 году Силистрия была выжжена турками.
В 1599 году город стал административным центром нового вилайета Силистрия, который охватывал весь северо-восток и восток сегодняшней Болгарии, а также части Добруджи и Буджака. Посетивший город турецкий историк Кятиб Челеби сообщал, что город самый изысканный из всех на Дунае, в нём имелись замок правителя вилайета, 5 мечетей и 2 бани. В 1652 году город посетил турецкий путешественник Эвлия Челеби.
В ходе русско-турецких войн город неоднократно подвергался осаде русской армией. Впервые русская армия под командованием П. А. Румянцева осадила город в ходе русско-турецкой войны 1768—74 годов в июне 1773 года. Осада длилась всего 12 дней, и несмотря на то, что русским войскам удалось разбить в битве у Кайнарджи посланное на помощь турецкому гарнизону подкрепление, Румянцев снял осаду и отвёл войска за Дунай. В октябре—ноябре того же года русские войска под командованием Г. А. Потёмкина устроили отвлекающую осаду города, для обеспечения отвода главных русских сил за Дунай.

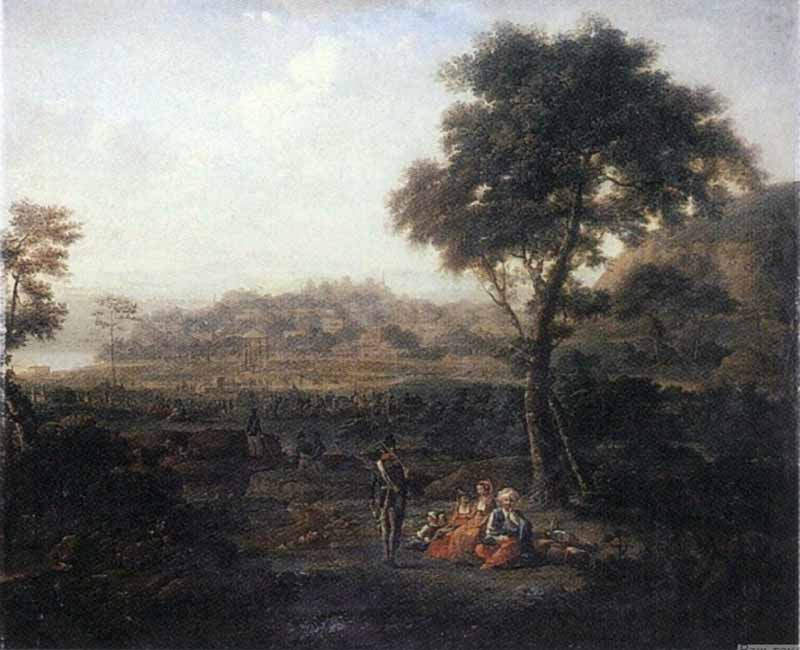
Е. И. Есаков. «Русский лагерь под Силистрией в 1810 году во время войны с Турцией»

В ходе русско-турецкой войны 1806—12 годов русские войска под командованием П. А. Багратиона вновь осадили Силистрию в 1809 году. Крепость была осаждена 11 сентября, но после подхода 15 октября основных сил турецкой армии под командованием визиря Юсуф-паши, Багратион снял осаду и отвёл войска. В следующем году русские войска под командованием Н. М. Каменского осадили крепость 22 мая, а уже 30 мая турецкий гарнизон капитулировал.
В русско-турецкую войну 1828—29 годов русские войска осадили Силистрию в 1828 году. Ещё с июля крепость была блокирована отрядом генерала Л. О. Рота, которого в сентябре сменил 2-й пехотный корпус А. Г. Щербатова, а к активным действиям русские войска под командованием А. Ф. Ланжерона приступили только с начала октября. Но уже 20 октября главнокомандующий русской армией П. Х. Витгенштейн приказал снять осаду из-за недостатка снарядов и плохой погоды. В следующем году русская армия под командованием И. И. Дибича начала осаду крепости 5 мая и в результате активных сапёрных работ вынудил турецкий гарнизон 18 июня капитулировать. Русские войска оставались в городе после окончания войны до 1836 года. Руководил городом в этот период капитан русской армии болгарского происхождения Георгий Мамарчев.

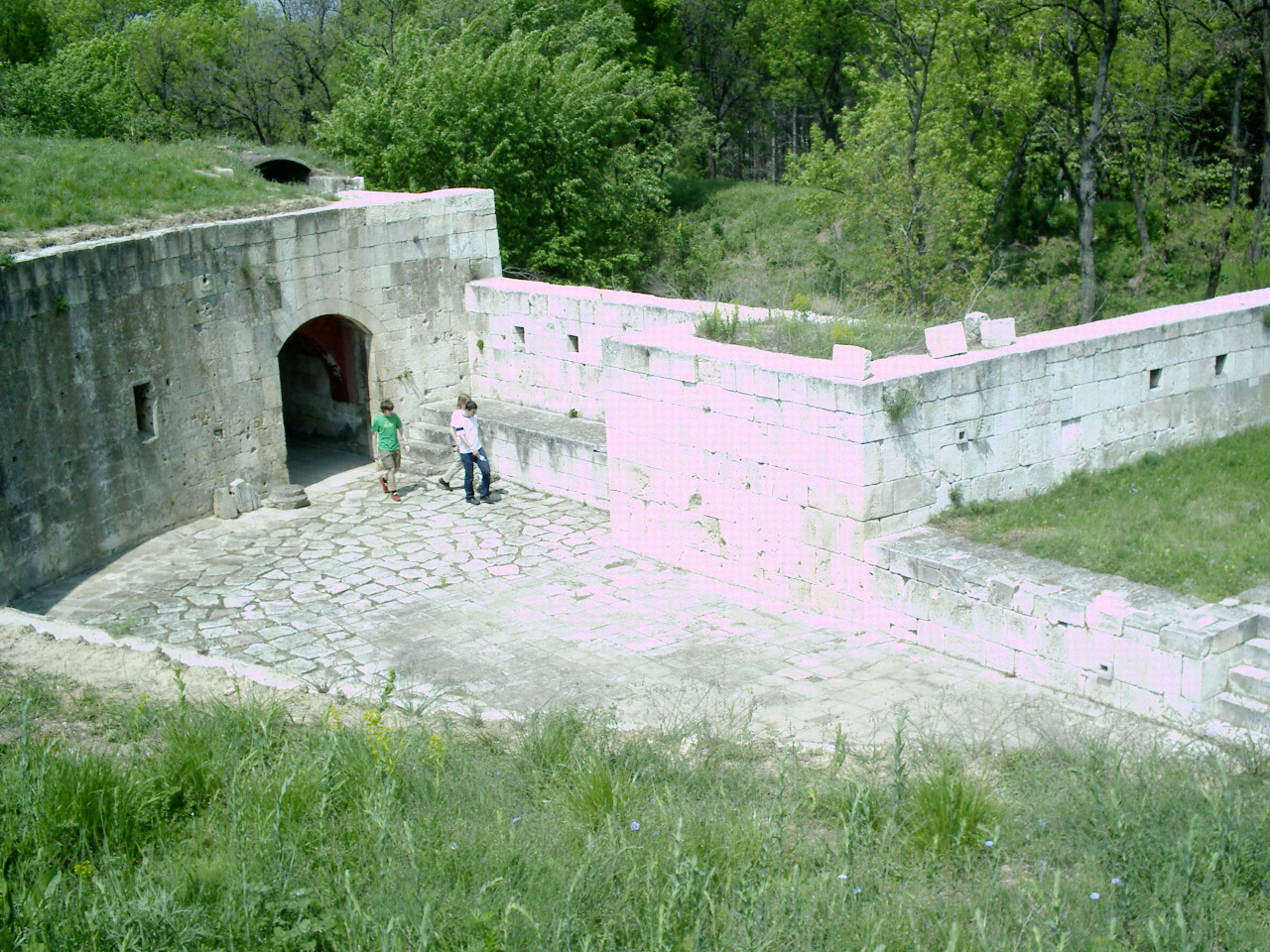
Форт Меджиди-Табия в окрестностях города

После восстановления османского контроля над городом, в 1837 году Силистрию посетил султан Махмуд II, в свите которого находился военный советник немецкий офицер Гельмут фон Мольтке. По его совету в последующие годы Силистрия была укреплена (в том числе построены мощные форты Меджиди-Табия и Араб-Табия) и вошла в состав «оборонительного четырёхугольника» вместе с Варной, Шумлой и Рущуком, созданного в 1843—53 годах.
Во время Крымской войны крепость была вновь осаждена русской армией под командованием И. Ф. Паскевича 6 (18) мая 1854 года. осадные работы шли достаточно интенсивно, но непосредственно перед запланированным штурмом, 8 (20) июня осада была снята и войска отведены за Дунай из-за враждебных заявлений Австрии.
В 1864 году вилайет Силистрия в ходе административной реформы был включён во вновь образованный Дунайский вилайет с центром в Рущуке. Чуть позже, в 1871 году Доростольская епархия была объединена с Червенской епархией в Доростоло-Червенскую епархию со столицей в Рущуке.
В ходе русско-турецкой войны 1877—78 годов активных боевых действий под Силистрией не велось.

### Новое время
По результатам Сан-Стефанского мирного договора и Берлинского конгресса 1878 года Силистрия вошла в состав образованного Княжества Болгария.
После неудачной для Болгарии второй балканской войны по результатам Бухарестского мирного договора в 1913 году Силистра вместе с Южной Добруджей перешла к Королевству Румыния. В ходе Первой мировой войны во время румынской компании 1916 года болгарская армия взяла город под свой контроль. После выхода России из войны Румыния в мае 1918 года была вынуждена заключить с Центральными державами сепаратный Бухарестский мирный договор, согласно которому Южная Добруджа вместе с Силистрой были переданы Болгарии, однако уже через полгода Центральные державы потерпели поражение в войне и договор был отменён и согласно Нёйискому договору 1919 года Силистра осталась в составе Румынии.
Согласно положениям Крайовского мирного договора 1940 года, подтверждённых Парижским мирным договором 1947 года Силистра вновь вошла в состав Болгарии. С образованием Народной Республики Болгарии город получил развитие как важный промышленный и сельскохозяйственный центр в регионе, что привело к значительному увеличению его населения.
В 1980-е годы крупнейшими предприятиями города являлись порт, завод электронно-вычислительной техники «Оргтехника» (производитель микрокалькуляторов «Элка»), завод металлорежущих станков, завод сельскохозяйственного машиностроения, завод газовой аппаратуры, мебельная фабрика «Лина» и промкомбинат «Камышит», также здесь действовали педагогический институт, несколько техникумов и профессиональных училищ, драматический театр, археологический музей, этнографический музей и картинная галерея.
После краха коммунистического режима и перехода Болгарии к демократии и рыночной экономике многие жители Силистры мигрировали в другие районы страны или эмигрировали за пределы Болгарии.

## Демография
| Население по годам | Население по годам | Население по годам | Население по годам | Население по годам | Население по годам | Население по годам | Население по годам | Население по годам | Население по годам | Население по годам | Население по годам | Население по годам | Население по годам |
| --- | ------------------ | ------------------ | ------------------ | ------------------ | ------------------ | ------------------ | ------------------ | ------------------ | ------------------ | ------------------ | ------------------ | ------------------ | ------------------ |
| Год | 1887               | 1910               | 1934               | 1945               | 1956               | 1965               | 1975               | 1985               | 1992               | 2001               | 2005               | 2007               | 2009               |
| Население | 11 415             | 11 046             | нет данных         | 15 951             | 20 350             | 33 019             | 58 197             | 53 619             | 48 360             | 42 153             | 39 358             | 38 733             | 37 837             |
| Источники: Национальный статистический институт, «Citypopulation.de», «Pop-stat.mashke.org» и Географический институт при БАН |                    |                    |                    |                    |                    |                    |                    |                    |                    |                    |                    |                    |                    |

## Города-побратимы
- Кэлэраши, Румыния
- Слобозия, Румыния
- Дрезден, Германия
- Дунауйварош, Венгрия
- Ржев, Россия
- Лида, Беларусь
- Хмельницкий, Украина
- Велес, Северная Македония
- Кеттеринг, Великобритания
- Кикинда, Сербия
- Лесковац, Сербия
- Люлебургаз, Турция
- Промисан, Бразилия

## Известные уроженцы
- Флавий Аэций — полководец Западной Римской империи, трёхкратный консул.
- Димитра Киевская — монахиня, основательница Киевского Свято-Введенского монастыря.
- Константина Кунева — профсоюзный деятель, депутат.
- Виктор Курейчик — научный работник.
- Парфений Павлович — первый новый болгарский пробуждающий.

## Комментарии
1. ↑  Этот год считается датой основания города.